# تپه کولی تپه علیا
تپه کولی تپه علیا مربوط به سده‌های اولیه دوران‌های تاریخی پس از اسلام است و در شهرستان گرمی، بخش مرکزی، دهستان اجارود شمالی، روستای نقاره واقع شده و این اثر در تاریخ ۲۲ آبان ۱۳۸۶ با شمارهٔ ثبت ۲۰۱۴۶ به‌عنوان یکی از آثار ملی ایران به ثبت رسیده است.